# Drackenstein
Drackenstein là một thị trấn thuộc huyện Göppingen ở Baden-Württemberg ở miền nam Đức. Đô thị này có diện tích 5,69 km², dân số thời điểm 31 tháng 12 năm 2020 là 443 người. 